# Rosxinski
Rosxinski (en rus: Рощинский) és un poble (un possiólok) del krai de Krasnoiarsk, a Rússia, que en el cens del 2010 tenia 1.259 habitants. Pertany al districte de Kuràguino.